# Coccolithovirus huxleyi
Genre
Espèce
Synonymes
- Emiliania huxleyi virus 86 (EhV-86)

Coccolithovirus huxleyi est une espèce de virus géants de la famille des Phycodnaviridae. Son hôte naturel est le protiste photosynthétique Gephyrocapsa huxleyi (ex Emiliania huxleyi),.